# Loi Roudy du 13 juillet 1983 sur la parité
Pour les articles homonymes, voir Loi Roudy.
Lire en ligne

Lire en ligne sur Légifrance

La loi no 83-635 du 13 juillet 1983, dite loi « Roudy », du nom de Yvette Roudy, ministre des Droits de la femme de (1981-1986), est une loi pour l’égalité professionnelle entre les femmes et les hommes qui travaillent en entreprise.
Cette loi lutte contre la discrimination envers les femmes sur l'accès à l'emploi et le salaire d'un travail identique. 
Cette loi exige que les entreprises de plus de 50 salarié(e)s ayant signé un contrat avec l’État publient un RSC (rapport de situation comparée) sur la parité professionnelle entre homme et femme en matière d'embauche, de formation, de promotion, de qualification, de classification, de conditions de travail et de rémunération.
La loi crée le Conseil supérieur de l'égalité professionnelle, chargé de participer à la définition, à la mise en œuvre et à l'application de la politique menée en matière d'égalité professionnelle entre les femmes et les hommes.
La loi Roudy fut adoptée en seconde lecture par l'Assemblée nationale le 30 juin 1983, puis promulguée le 13 juillet 1983,.
Plusieurs interdictions dans le projet ne furent pas retenu dans la loi :
- interdiction de refuser aux femmes l'accès à un bien ou à des services ;
- interdiction de dire des injures à caractère sexiste ;
- interdiction de publier un texte, un film ou une image qui avilit et dévalorise la femme.

La loi Roudy complète la loi relative à l'égalité de rémunération entre les hommes et les femmes pour les travaux de valeur égale du 22 décembre 1972 
(loi no 72-1143)

ainsi que celle du 4 juillet 1975, qui interdit les offres d’emplois excluant la femme, et de refuser une embauche ou de licencier une femme sans « motif légitime ».
En 1976, la directive européenne du 9 février interdit toutes les discriminations contre la femme, et enjoint aux États de transposer la directive.
Plus tard, deux autres lois complétèrent la loi Roudy : la loi Génisson du 9 mai 2001 et la loi du 16 novembre 2001 relative à la lutte contre les discriminations.
En 2008, seulement 7,5 % des entreprises auront signé un accord sur l’égalité.
Sa traduction en droit fait l'objet de l'article L1142-1 du Code du travail (actuel).